# Frank A. Meyer
Pour les articles homonymes, voir Meyer.
Frank A. Meyer, né le 6 janvier 1944 à Bienne, est un journaliste suisse allemand et chef de l'entreprise Ringier.

## Biographie
Frank A. Meyer naît Frank Meyer le 6 janvier 1944 à Bienne, dans le canton de Berne,. Son père est horloger. Le A. qu'il ajoute à son nom est un hommage au nom de jeune fille de sa mère, Lydia André, issue d'une famille huguenote de La Scheulte. Il a une sœur, prénommée Judith.
Il grandit à Bienne et fait un apprentissage de typographe après avoir interrompu le gymnase.
Il commence sa carrière journalistique en 1968 avec Mario Cortesi, lors de la fondation du Bureau Cortesi. En 1978, les deux hommes cofondent, l'hebdomadaire bilingueBiel/Bienne. Il siège quatre ans au Conseil de ville (législatif) de Bienne.
Il travaille à partir de 1972 pour l'hebdomadaire Schweizer Illustrierte comme correspondant du Palais fédéral, puis devient en 1981 corédacteur en chef de l'hebdomadaire Die Woche (de). Après la fin de la publication de ce magazine en 1982, il rejoint la direction du groupe Ringier,.
Il présente de 1980 à 2016 l'émission-débat Vis-à-Vis sur la première chaîne de télévision suisse alémanique, également diffusée sur 3sat. Il y reçoit notamment, outre les personnalités suisses, Helmut Kohl, Gerhard Schröder et Angela Merkel.
En 1989, il est nommé chargé d'enseignement en culture des médias à l'Université de Saint-Gall. Il développe plus tard le magazine allemand Cicero (de). Il préside depuis 1997 la Fondation Hans Ringier.
Il a beaucoup d'influence comme rédacteur en chef[Depuis quand ?] de la revue Blick, le journal populaire le plus important de la Suisse alémanique. Il est connu pour ses critiques contre d'autres journalistes et pour sa critique contre l'Union démocratique du centre (UDC)[réf. souhaitée].
Il est marié à la journaliste culturelle Lilith Frey et vit depuis 2007 à Berlin.

## Distinction
- 2018 : Ordre du Mérite de la République fédérale d'Allemagne[4]